# خليفه ها (فارس)
خليفه ها (بالفارسية:خليفه ها، كما يُكتب بالتهجئة اللاتينية Khalīfehhā) هي قرية إيرانية تقع في قسم لامرد الريفي في البلدة المركزية في مقاطعة لامرد، محافظة فارس، إيران. بلغ عدد سكانها حسب تعداد عام 2006 حوالي 164 نسمة يشكّلون 32 أسرة.